# Île de Salina
Salina est une île italienne de la mer Méditerranée, située dans l'archipel des îles Éoliennes, au nord de la Sicile.

## Géographie
Salina est l'une des sept îles qui composent l'archipel des îles Éoliennes. Avec une superficie de 26,8 km2, elle est la deuxième île de l'archipel tant par sa superficie que par sa population. Elle est divisée en trois communes : Santa Marina Salina, Malfa et Leni pour une population totale de 2 300 habitants. Formée par six anciens volcans, elle possède les reliefs les plus élevés de l'archipel. Le Monte Fossa delle Felci qui culmine à 962 m d'altitude et le Monte dei Porri à 860 m, ont conservé la typique forme conique. De ces deux volcans éteints dérive l'ancien nom grec de l'île Didyme qui signifie jumeaux. Le nom actuel, en revanche, dérive d'un petit lac dont on extrayait le sel (une saline).

## Histoire
Les fouilles archéologiques ont révélé la présence de populations remontant à l'âge du bronze ainsi qu’une alternance de périodes de complet abandon et d'autres de fort développement. Les fouilles réalisées aux alentours de Santa Marina ont mis en évidence un fort peuplement de l'île au IVe siècle av. J.-C. Au VIIe siècle apr. J.-C., l'île de Salina devint la plus peuplée des îles Éoliennes en raison d'un mouvement migratoire lié à l’activité volcanique de l'île de Lipari. Par la suite, les invasions arabes la rendirent déserte jusqu'au XVIIe siècle où elle commença à se repeupler.

## Activités
Salina est la plus fertile et la plus luxuriante des îles Éoliennes : on y cultive de précieux raisins à partir desquels on produit la « Malvasia delle Lipari », un vin très doux, ainsi que des câpres exportés dans le monde entier.
En 1980 a été institué le parc régional de Salina et, en 1988, la réserve naturelle des deux monts.
Enfin, le tourisme constitue une ressource supplémentaire importante pour l’île.

## Culture
Le héros du roman Le Guépard de Giuseppe Tomasi di Lampedusa est le « Prince de Salina » (Don Fabrizio Corbera), même si l'île n'a jamais été une principauté. Le personnage est inspiré du grand-père de l'écrivain, qui fut prince de Lampedusa, une île située au sud de la Sicile.
Dans la suite de romans jeunesse Vango de Timothée de Fombelle, le personnage principal portant le nom du titre du récit y passe son enfance. Une partie de l'intrigue s'y déroule également. 
Le film Le Facteur, adaptation du roman Une ardente patience d'Antonio Skármeta, réalisé par Michael Radford et sorti en 1994, a été tourné en partie sur l'île.
L'île constitue un lieu important dans le roman Maldonnes (2021) de Serge Quadruppani.

## Galerie

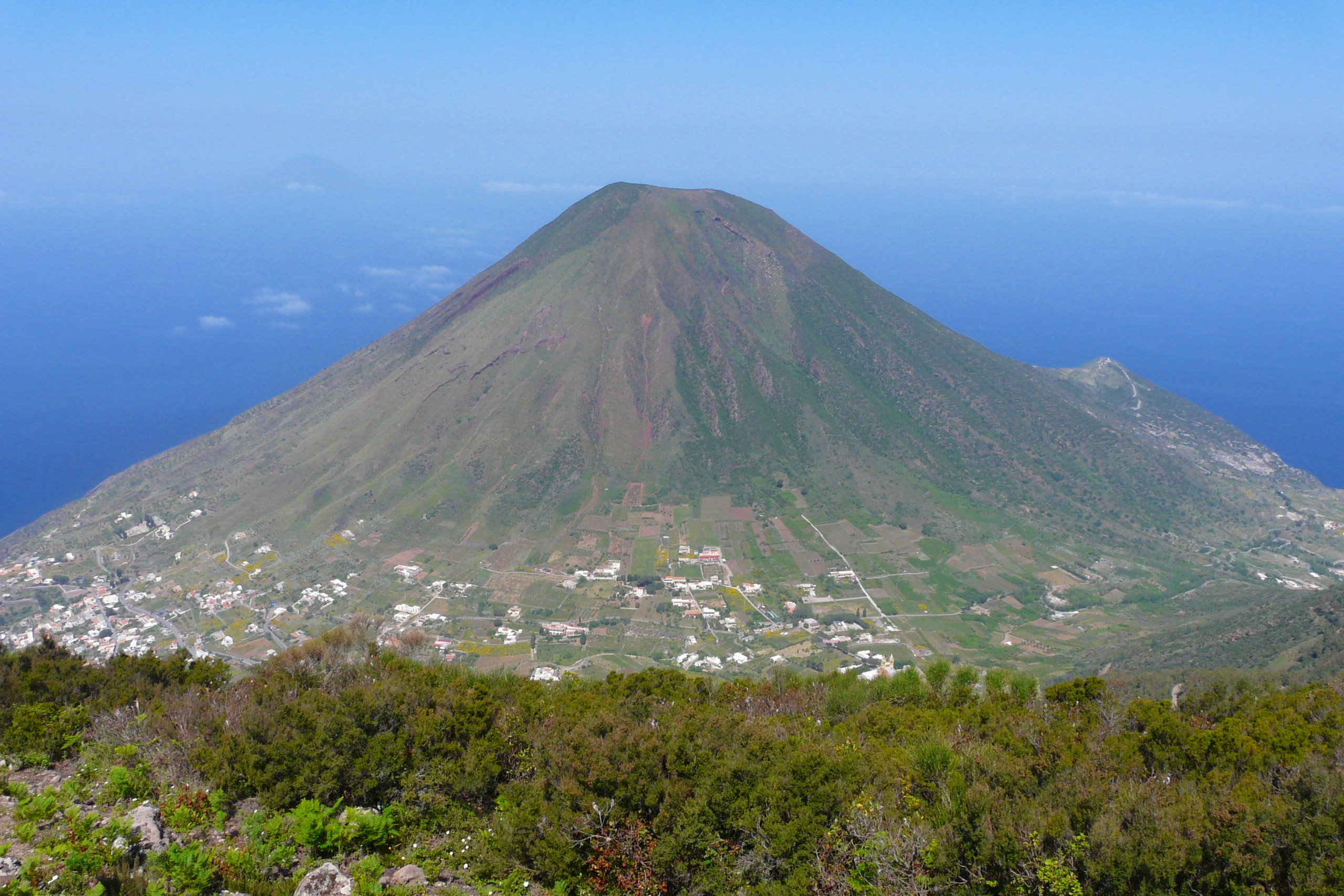
Salina, vue sur l'un des sommets, depuis le second.
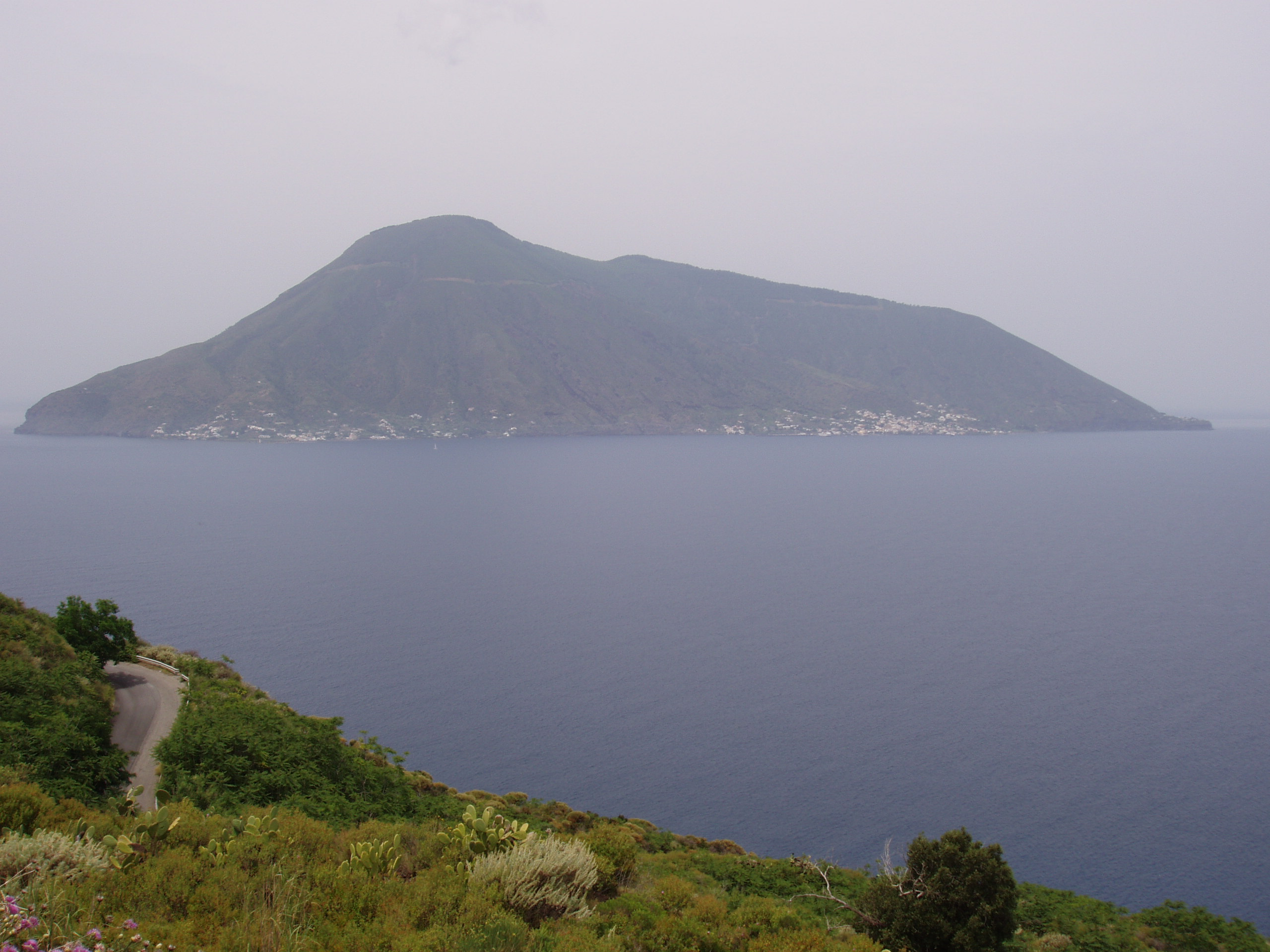
L'île de Salina vue depuis l'île de Lipari.